# Sarah Howe
Sarah Howe (nascida em 1983) é uma poetisa, editora e pesquisadora chinesa-britânica de literatura inglesa. Sua primeira coleção completa de poesia, Loop of Jade, ganhou o Prêmio T. S. Eliot e o Sunday Times / Peters Fraser & Dunlop Young Writer of The Year Award. É a primeira vez que o Prêmio T. S. Eliot é concedido a uma coleção de estreia. Atualmente é Leverhulme Fellow em inglês na University College London, bem como curadora do The Griffin Trust For Excellence In Poetry.

## Biografia
Howe nasceu em 1983 em Hong Kong. Seu pai é inglês e sua mãe nasceu na China, tendo ido para Hong Kong em 1949. A família mudou-se para o Reino Unido em 1991, quando Howe tinha sete anos. Seu primeiro diploma foi em Inglês no Christ's College, Universidade de Cambridge, matriculando-se em 2001. Posteriormente, ela obteve um PhD nessa faculdade com a tese intitulada: "Literatura e a Imaginação Visual na Inglaterra do Renascimento, 1580–1620". Durante seus estudos, ela passou um ano na Universidade de Harvard, Cambridge, MA, EUA, com uma bolsa de estudos Kennedy, oportunidade em que começou a escrever poesia seriamente, por volta dos 21 anos.
Ela passou cinco anos como pesquisadora na Faculdade de Inglês e na Gonville and Caius College, Cambridge, até 2015. Sua pesquisa era voltada para a literatura inglesa dos séculos XVI e XVII. Seus interesses incluíam relações entre poesia e formas de arte visual, incluindo escultura e arquitetura. Em 2014, Howe fundou o jornal de poesia online Prac Crit, e ela continua a servir como um de seus editores.
Em 2015–2016, ela foi Frieda L. Miller Fellow no Radcliffe Institute for Advanced Study da Harvard University, onde se concentrou em escrever poesia. Ela foi uma das juízas do Concurso Nacional de Poesia de 2015 da Sociedade de Poesia.

## Poesia
O primeiro livreto ou panfleto de poesia de Howe, A Certain Chinese Encyclopedia, foi publicado pela Tall Lighthouse em 2009. Ela ganhou um Eric Gregory Trust Fund Award em 2010 para poetas com menos de 30 anos.
Sua primeira coleção, Loop of Jade, foi publicada pela Chatto & Windus em 2015. Ele explora a herança britânica e chinesa de Howe, e, em particular, a história de sua mãe como uma bebê abandonada na China. A sequência principal de poemas é inspirada na enciclopédia fictícia de Jorge Luis Borges, The Celestial Emporium of Benevolent Knowledge.
A coleção ganhou o Prêmio TS Eliot de 2015 - a primeira vez que este prêmio foi concedido a uma coleção de estreia - bem como o Sunday Times / Peters Fraser & Dunlop Young Writer of The Year Award, de 2015. Ele também foi selecionado para o Forward Prize for Best First Collection. Loop of Jade foi descrito pelo presidente do Prêmio T. S. Eliot, Pascale Petit, como "absolutamente incrível". Petit previu que o uso criativo da forma por Howe "mudaria a poesia britânica". Andrew Holgate, editor literário do The Sunday Times, descreve Loop of Jade como "uma obra de surpreendente originalidade, profundidade e escopo".
Em 2015-16, Howe estava trabalhando em uma sequência chamada Two Systems, que examina a interação da China com o Ocidente e a história recente de Hong Kong, em particular o Movimento Umbrella pró-democracia. O trabalho utiliza técnicas que incluem a incorporação de documentos encontrados, como a constituição de Hong Kong, retrabalhada por meio de apagamento de material.
Sua poesia apareceu em várias antologias, incluindo três edições de The Best British Poetry (Salt), Dear World & Everyone In It: New Poetry in the UK (Bloodaxe; 2013) e Ten: The New Wave (Bloodaxe; 2014). Seu soneto Relativity, encomendado para o Dia Nacional da Poesia de 2015, foi gravado pelo físico Stephen Hawking, também bolsista do Gonville and Caius College. Seu livro Uma Breve História do Tempo inspirou Howe quando adolescente.
Em junho de 2018, Howe foi eleita Fellow da Royal Society of Literature em sua iniciativa "40 Under 40".